# Oggetti non stellari nella costellazione della Mosca
Principali oggetti non stellari visibili nella costellazione della Mosca.

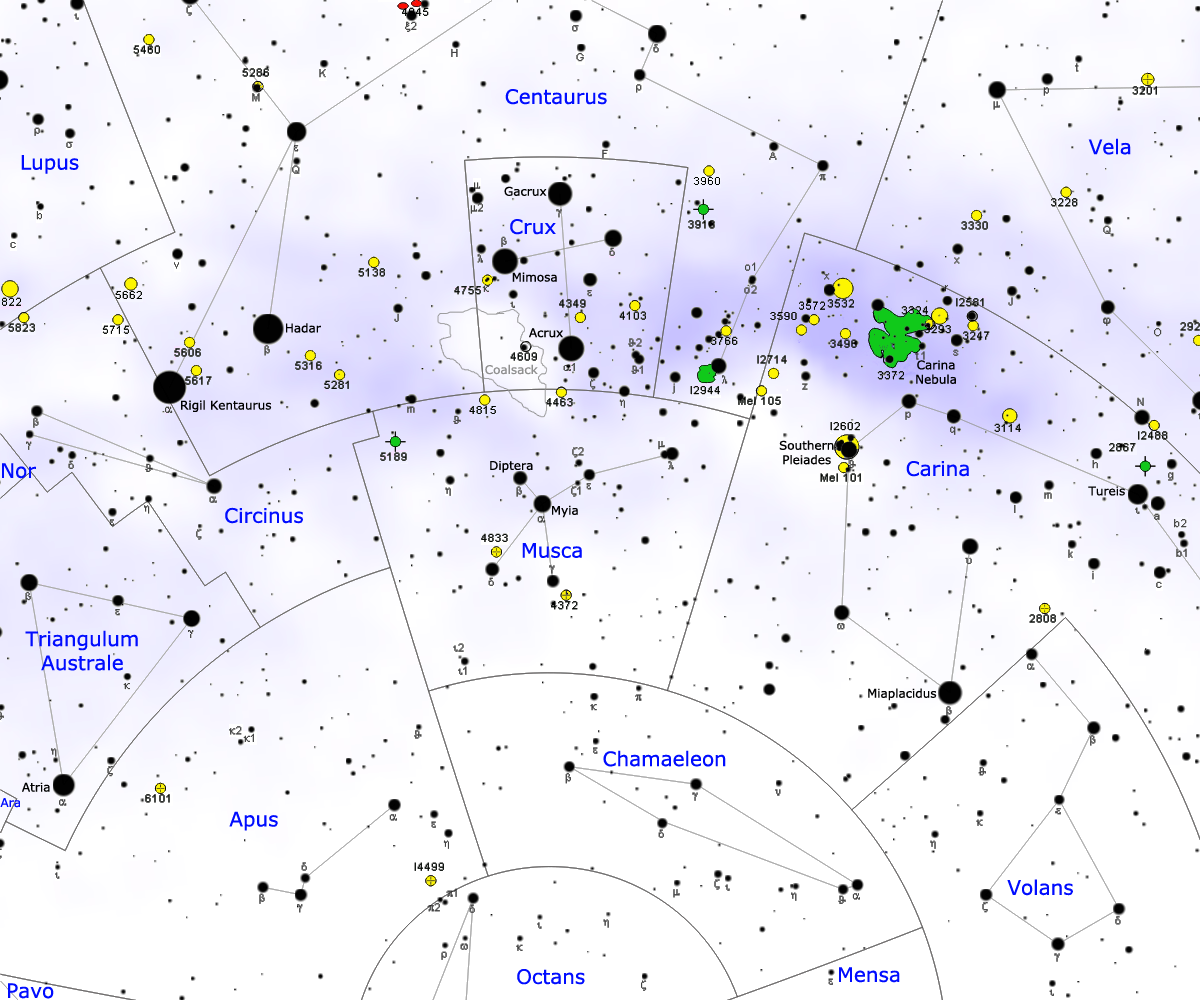
Mappa della costellazione della Mosca.

## Ammassi aperti
- NGC 4463
- NGC 4815

## Ammassi globulari
- NGC 4372
- NGC 4833

## Nebulose planetarie
- Nebulosa Clessidra
- NGC 5189

## Nebulose diffuse
- Complesso nebuloso oscuro del Camaleonte e della Mosca
- BHR 71